# Bollerberg
Der Bollerberg nahe Hesborn im Hochsauerlandkreis in Nordrhein-Westfalen (Deutschland) ist ein 757,9 m ü. NHN hoher Berg des Rothaargebirges.
Auf dem bewaldeten Berg stehen im Rahmen einer Lichtung der Aussichtsturm Bollerbergturm und ein Fernmeldeturm.

## Geographie

### Lage
Der Bollerberg ist Teil der Ostabdachung des Rothaargebirges im Ostteil des Naturparks Sauerland-Rothaargebirge im Hesborner Wald. Sein Gipfel erhebt sich etwa 1,5 km nordwestlich von Hesborn (zu Hallenberg), 4,25 km ostnordöstlich liegt Medelon (zu Medebach), 3,5 km westlich Züschen und 3 km südlich Liesen (zu Hallenberg). Sein Nordausläufer ist der Teukelberg (749,2 m), und etwa 2,4 km (je Luftlinie) nordwestlich der Bollbergkuppe liegt die Hohe Seite (752,5 m).

### Naturräumliche Zuordnung
Der Bollerberg gehört in der naturräumlichen Haupteinheitengruppe Süderbergland (Nr. 33) und in der Haupteinheit Rothaargebirge (mit Hochsauerland) (333) zur Untereinheit Hohe Seite (333.7). Seine Ostflanke fällt in den Naturraum Hallenberger Hügelland (332.41) ab, die in der Haupteinheit Ostsauerländer Gebirgsrand (332) zur Untereinheit Medebacher Bucht (332.4) zählt.

### Fließgewässer
Etwa 700 m südsüdöstlich des Bollerberggipfels entspringt der Nuhne-Zufluss Olfe (Ölfe), 550 m (je Luftlinie) ostnordöstlich der kleine Ölfe-Zufluss Talwasser. Südwestlich vorbei am Berg fließt der Nuhne-Zufluss Liese, der ein paar Kilometer weiter nordwestlich am Berg Lagerstein (732,1 m) entspringt.

## Schutzgebiete
Rund um den Bollerberg liegen vier Naturschutzgebiete: nördlich das NSG Waldreservat Glindfeld (LP Medebach) (CDDA-Nr. 319281; 21,53 km² groß; 2002 ausgewiesen), östlich das NSG Im Tal (CDDA-Nr. 329462; 2001; 26 ha), südlich das NSG Hilmesberg (CDDA-Nr. 329434; 2001; 48 ha) und westlich das NSG Liesetal (CDDA-Nr. 164454; 1990; 50 ha). Der Berg liegt im Landschaftsschutzgebiet Hallenberger Waldlandschaft (CDDA-Nr. 345001; 2004; 23,25 km²), wobei sich südöstlich das LSG Grünland westlich von Hesborn (Landschaftstyp C) (CDDA-Nr. 344979; 2004; 28 ha) anschließt. Zudem befinden sich auf ihm Teile des Europäischen Vogelschutzgebiets Medebacher Bucht (VSG-Nr. 4717-401; 13,872 km²). Westlich und südlich des Bergs liegt das Fauna-Flora-Habitat-Gebiet Liesetal-Hilmesberg (FFH-Nr. 4817-305; 1 km²).

## Türme

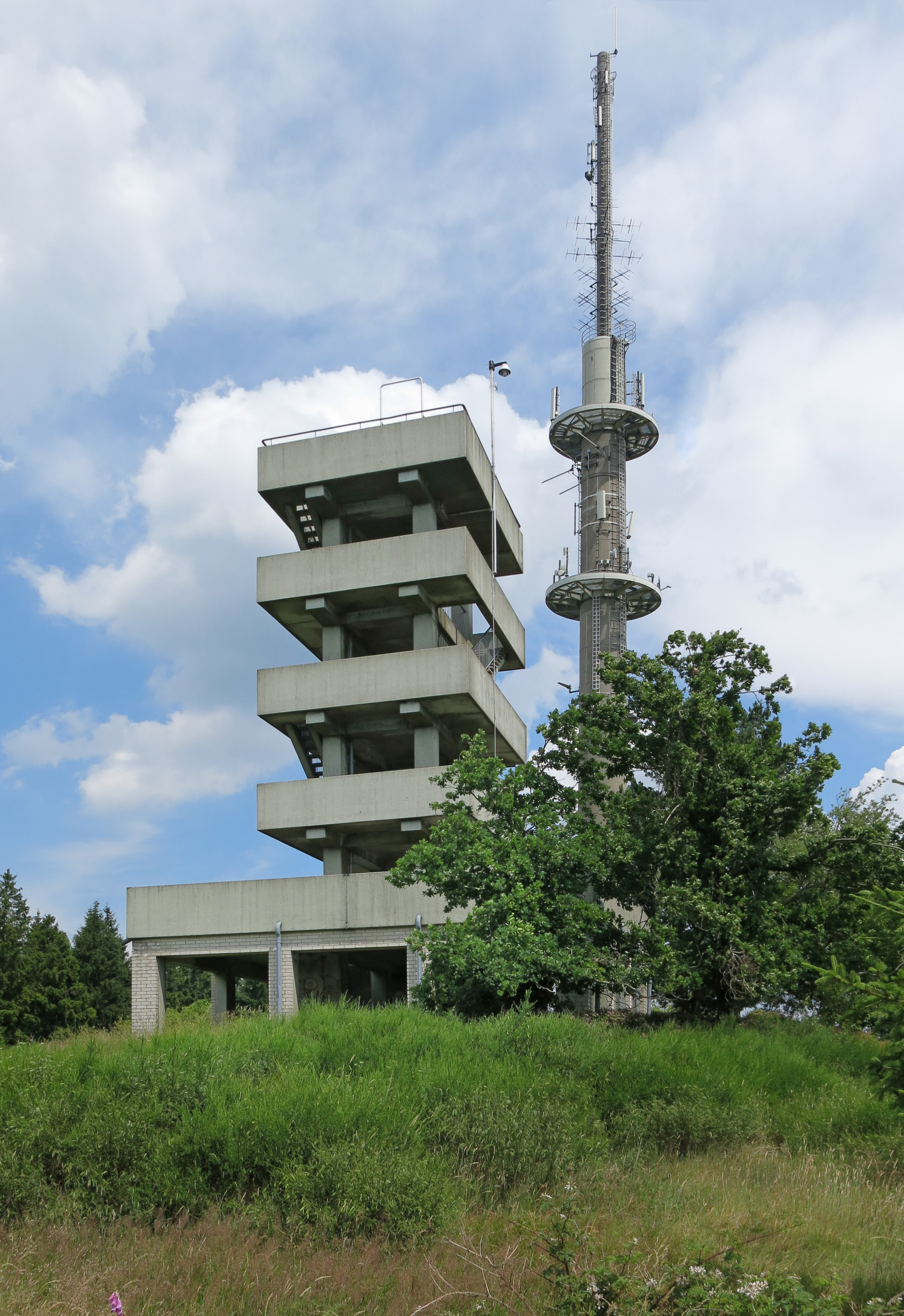
Fernmeldeturm und Aussichtsturm Bollerbergturm auf dem Bollerberg

### Bollerbergturm
Im Jahr 1936 wurde auf der Gipfelregion des Bollerbergs ein 15 m hoher Aussichtsturm aus Holz gebaut, den es bis 1945 gab. Der heutige Bollerbergturm wurde 1976/1977 errichtet. Er ist 15 m hoch. Von der obersten seiner fünf Aussichtsplattformen, wohin 84 Treppenstufen führen, bietet sich ein weiter Panoramablick zu insbesondere den meisten der höchsten Berge des Rothaargebirges, auf die Medebacher Bucht und Landschaften dahinter.
Im Südwesten überragt das Massiv der Ziegenhelle mit der 816 m hohen und keine 7 km entfernten Ziegenhelle alle dehinter liegenden Berge; weiter in Richtung Norden können viele weitere der höchsten Berge des Rothaargebirges gesehen werden, wobei die Hunau größtenteils verdeckt ist und nur in Scharten teilweise zu sehen ist. Auch die Ramsbecker Höhen sind, bis auf die Wiedegge, zugestellt. Sehr gut erkennbar, oberhalb und rechts von Züschen, sind die Höhenorte Langewiese und Neuastenberg und der Kahle Asten. Vom Naturraum Langenberg ragen zumindest die höchsten Gipfel über die benachbarten Berge der Hohen Seite hinaus, wobei Clemensbereg und Kahle Pön gut sichtbar sind.
Nach Nordnordosten wird der Horizont durch den Vorderupländer Rücken mit dem 635 m hohen Widdehagen begrenzt; nur bei extrem guter Sicht (92 km) ist in der Scharte links des Widdehagen der Köterberg sichtbar. Ab Nordosten endet bei normaler Sicht dann der Blick im aus der Ferne unspektakulären Waldecker Wald; da dieser indes nicht sehr hoch ist, erscheinen bei sehr guter Sicht (min. 80 km) dahinter Teile des Reinhardswaldes, bei extrem guter (90–100 km) auch solche des Solling. Markant ist, in mittlerer Entfernung, unmittelbar links der Sendeantenne der 560 m hohe Eisenberg bei Korbach.
Rechts des Eisenbergs sind bei einigermaßen guter Sicht (50 km) die markantesten Höhenzüge des Habichtswälder Berglands erkennbar. Um dahinter den Brocken (1141 m) im Harz sehen zu können, bräuchte es schon eine Sichtweite von 156 km, was dessen Sichtbarkeit zu einer rein akademischen Notiz macht. Realistischer wäre die Hoffnung, bei Inversionswetterlage den 87 km entfernten Hohen Meißner (753 m) erblicken zu können.
Ab Richtung Osten und rechts des Meißner setzt der Kellerwald ein, der auch bei mittelprächtiger Sicht gut erkennbar ist (25–37 km) und dahinter liegende Höhenzüge verstellt. Markant ist vor allem das direkt an der Westflanke des Höhenzugs gelegene Hohe Lohr (657 m), während vom Wüstegarten (675 m) nur die Gipfelregion unverdeckt ist.
Im Ostsüdosten läuft der Kellerwald aus und im Burgwald endet der Horizont bei normalen Sichtverhältnissen wieder in einer aus der Ferne unspektakulären Buntsandsteinlandschaft. Bei guter Sicht (72 km) erscheint gleich neben dem Kellerwald der Knüll-Südausläufer Rimberg (592 m). Für die Sichtbarkeit der Wasserkuppe und anderer Berge der Hohen Rhön bedürfte es hingegen einer Fernsicht von rund 120 km. Weiter rechts, im Südsüdosten, kann man ab einer Sichtweite von gut 80 km Vogelsberg sehen.
Ab Richtung Süden stehen dann bereits im mittleren Horizont wieder markantere Berge, von denen besonders der Rimberg (498 m) und die Sackpfeife (673,5 m) herausstechen sowie, bei etwas besserer Sicht (57 km), der ebenfalls 498 m hohe, singuläre Dünsberg zwischen beiden. Nur bei extrem guter Sicht (gut 100 km) gesellen sich noch der Große Feldberg und weitere Berge des Taunus-Hauptkamms dazu.
Ab der Sackpfeife gehört der Horizont wieder dem Rothaargebirge, das am Massiv der Ziegenhelle dann deutlich ansteigt.
In den nachfolgenden Abschnitten findet sich, nach Landschaftsabschnitten geordnet und beginnend im Süden, eine etwas detailliertere Listung. In Klammern stehen jeweils Höhe, Entfernung und der Naturraum, dem der Berg zugerechnet wird.
| Burgwald, dahinter Vogelsberg und Rhön - Rimberg (592 m; 72,4 km; 355.0 Ottrauer Bergland) - Wasserkuppe (950 m; 118,6 km; 354.10 Wasserkuppenrhön) - Dammersfeldkuppe (928 m; 122,1 km; 354.00 Dammersfeldrücken) - Taufstein (Vogelsberg) (773 m; 83,9 km; 351.2 Oberwald, Vogelsberg) - Amöneburg (365 m; 45,8 km; 347.1, Singularität im Amöneburger Becken) Sackpfeife nebst Vor- und Nachhöhen - Wollenberg (474 m; 32,3 km) - Steinkopf (518 m; 92,6 km; 301.4 Winterstein-Taunuskamm) inmittelbar hinter: - Rimberg (498 m; 35,3 km; 320.10 Damshäuser Kuppen) - Kappe (494 m; 35,5 km; 320.10 Damshäuser Kuppen) - Dünsberg (498 m; 56,6 km; 320.05 Krofdorf-Königsberger Forst) - Kohlenberg (583 m; 21,5 km; 332.0 Sackpfeifen-Vorhöhen), verschmolzen mit: - Arennest (592 m; 27,2 km; Sackpfeifen.Vorhöhen) - Neuneichen (589 m; 10,8 km; 332.11 Elbrighäuser Wald) - Hassenroth (622 m; 24,8 km; Sackpfeifen-Vorhöhen) - Altkönig (798 m; 105,6 km; 301.03 Feldberg-Taunuskamm) - Großer Feldberg (882 m; 103,6 km; Feldberg-Taunuskamm) - Knöbelsroth (594 m; 10,4 km; Elbrighäuser Wald) - Sackpfeife (673,5 m; 23,2 km; 333.3 Sackpfeife) - (Großer und Kleiner) Hoher Stein (; 6,8 km; 333.50 Wilde Struth) - Heidkopf (704 m; 4,9 333.51 Ziegenhelle), dahinter: - Angelburg (609 m; 43,2 km; 320.01 Bottenhorner Hochflächen) - Steinschab (646 m; 3,3 km; 333.7 Hohe Seite) - Buchholz (643 m; 23,8 km; 333.2 Südwittgensteiner Bergland) (Wilde Struth und) Ziegenhelle - Lippestriesch (675 m; 7,0 km; Wilde Struth) - Stift (612 m; km; 23,6 km; Südwittgensteiner Bergland) - Puderburg (619 m; 25,3 km; Südwittgensteiner Bergland) - Hohe Warte (645 m; 12,9 km; Wilde Struth) - Hundsrücken (698 m; 6,1 km; Ziegenhelle) - Stein (644 m; 24,2 km; Südwittgensteiner Bergland) - Sellerberg (673 m; 2,2 km; Hohe Seite) - Hasselrücken (667 m; 6,3 km; Ziegenhelle) - Wallershöhe (812,1 m: 7,1 km; Ziegenhelle) - Ziegenhelle (816,1 m; 6,7 km; Ziegenhelle) - Wacht (642 m; 1,7 km; Hohe Seite) - Hackelberg (690,5 m; 3,6 km; Ziegenhelle) - Großer Kopf (741 m; 19,5 km; 333.52 Kühhuder Rothaar) - Hohe Hessel (743 m; 28,4 km; 333.41 Rüsper Rothaar) - Schling (658 m; 1,1 km; Hohe Seite) - Albrechtsberg (771 m; 14,2 km; Kühhuder Rothaar), davor der Zwistberg (647 m; 8,9 km; Ziegenhelle), davor Züschen Rothaar, Langewiese, Astenberg, Nordheller Höhen - die Langewiese (333.53) mit Auf dem Hohenleyen (747 m; 10,8 km), Langewiese und Neuastenberg - Gerkenstein (793 m; 9,1 km; Langewiese bzw. 333.54 Astenberg) - Kahler Asten (842 m; 8,8 km; Astenberg) - Kappe (776 m; 7,7 km; Astenberg) mit Bobbahn Winterberg - Bremberg (811 m; 8,8 km; Astenberg) mit dem Westen Winterbergs - Lagerstein (733 m; 3,1 km; Hohe Seite) - Nordhelle (793 ; 11,2 km; 333.57 Nordheller Höhen) - Hohe Seite (752,5 m; 2,4 km) - Rimberg (765 m; 11,0 km; Nordheller Höhen), links davon - Wiedegge (732 m; 21,0 km; 333.81 Ramsbecker Rücken und Schluchten) - Wiedegge-Westgipfel Ohlenkopf (729 m; 21,3 km) | Langenberg - Alte Grimme (755 m; 4,9 km) - Clemensberg (839 m; 11,1 km; 333.58 Langenberg) - dahinter der Langenberg (843,1 m; 13,5 km), von dem man jedoch fast nichts sieht - Rösberg (786 m; 5,2 km), Reetsberg-Westgipfel, rechts davon herauslugend: - Hegekopf (842,9 m; 12,4 km; Langenberg) - Hopperkopf (831 m; 9,8 km; Langenberg) - Reetsberg (792 m; 5,3 km; Hohe Seite) - Emmet (743 m; 12,4 km; Langenberg) - Dommel (738 m; 19,6 km; 333.82 Schellhorn- und Treiswald) - Koppen (715 m; 20,8 lm; Schellhorn- und Treiswald) - Kahle Pön (776 m; 12,3 km; Langenberg) - Osternberg (682 m; 13,2 km; Langenberg) Vorderupländer Rücken - Winterkasten (662,5 m; 3,6 km; Hohe Seite) - Öhlberg (606 m; 20,2 km; 333.91 Vorderupländer Rücken) - Köterberg (496 m; 91,9 km; 364.37 Schwalenberger Höhen, Lipper Bergland) - Widdehagen (635 m; 20,1 km; Vorderupländer Rücken) - Bromberg (557 m; 7,6 km; 332.50a Hardt) - Hardt (595 m; 9,9 km; Hardt) - Echternberg (573 m; 21,9 km; 332.53 Hohe Rade, Vorderupländer Rücken im weiteren Sinne) Waldecker Wald - Großer Ahrensberg (525 m; 97,8 km; 370.0 Nördlicher Solling) - Große Blöße (528 m; 92,8 km; Nördlicher Solling) - Deiselberg (389,5 m; 70,8 km; 361.02 Bever-Diemel-Kalkbergland, Oberwälder Land) - Großer Steinberg (493 m; 94,9 km; Nördlicher Solling) - Heuberg (392 m; 65,1 m; Bever-Diemel-Kalkbergland) - Hahneberg (461 m; 80,2 km; 370.4 Reinhardswald) - Eisenberg (560 m; 18,2 km; 332.50 Eschenberg-Eisenbergrücken) - Eschenberg (535 m; 13,5 km; Eschenberg-Eisenbergrücken) Habichtswälder Bergland - Escheberg (449 m; 51,6 km; 342.4 Malsburger Wald) - Staufenberg (Reinhardswald) (472 m; 76,6 km; Reinhardswald) - Brocken (1141 m; 156 km; 381.0 Brocken) - Großer Gudenberg (569 m; 51,5 km; 342.2 Hinterhabichtswälder Kuppen) - Großer Bärenberg (601 m; 50,5 km; Hinterhabichtswälder Kuppen) - Hoher Dörnberg (579 m; 342.3 Dörnberg und Schreckenberge) - Isthaberg (523 m; 45,8 km; 341.35 Isthaberg, Singularität) - Hohes Gras (615 m; 54,3 km; 342.00 Hoher Habichtswald) - Schwengeberg (557 m; 51,9 km; 342.02 Langenberg (Habichtswald) - Hirschberg (643 m; 80,3 km; 357.700 Hirschberg) - Kasseler Kuppe (87,1 km; 357.81 Hoher Meißner) Kellerwald - Dicker Kopf (604 m; 28,8 km; 344.3 Große Hardt) - Traddelkopf (626 m; 25,7 km; Große Hardt) - Große Aschkoppe (640 m; 30,7 km; 344.1 Mittelkellerwald) - Wüstegarten (675 m; 36,7 km; 344.0 Jeust und Keller, wobei der Wüstegarten de facto der „Keller“ ist)) - Hohes Lohr (657 m; 32,2 km; Mittelkellerwald) - Jeust (585 m; 35,2 km; Jeust und Keller) |

Panorama vom Aussichtsturm

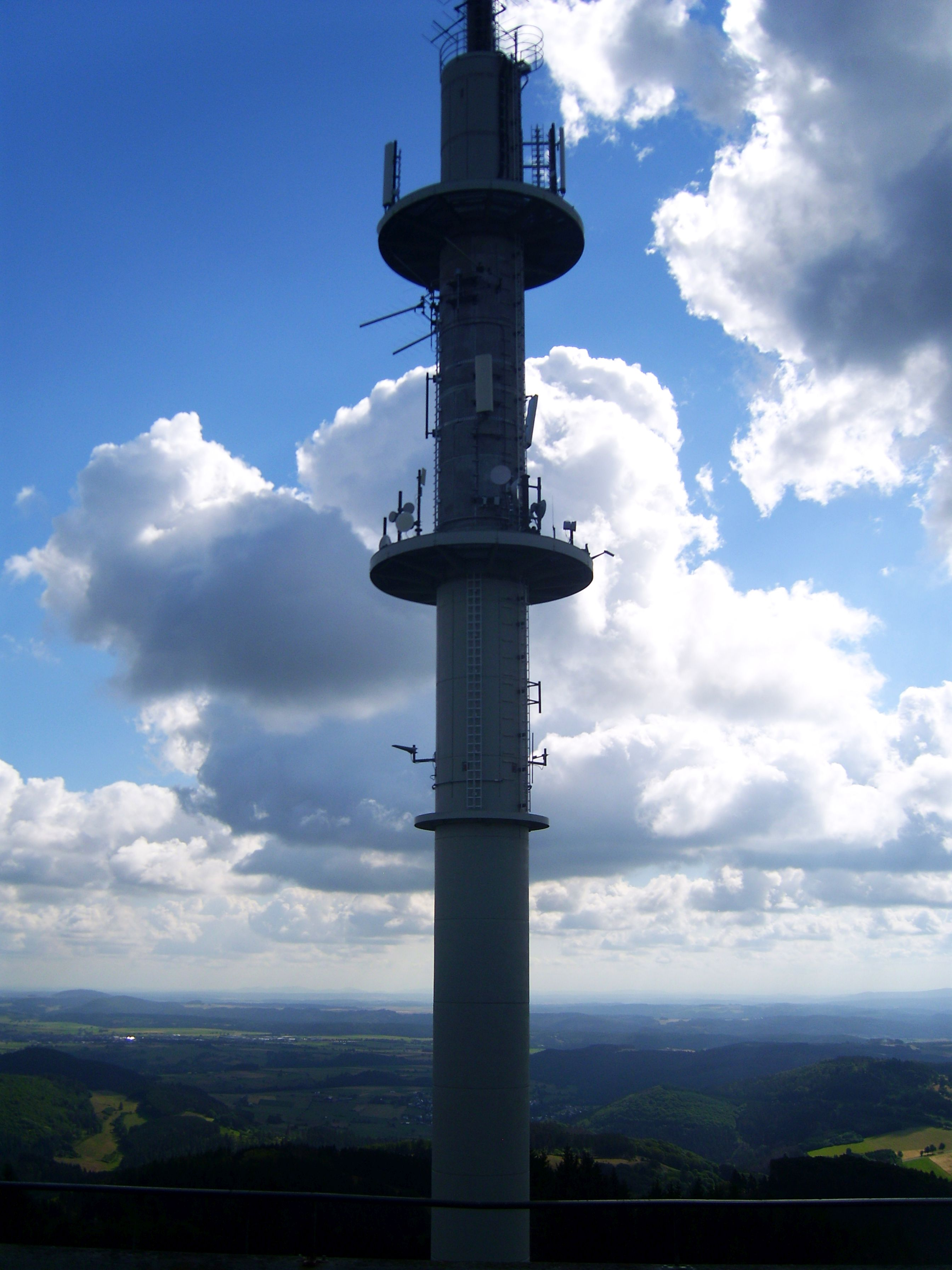
Turm und Eisenberg
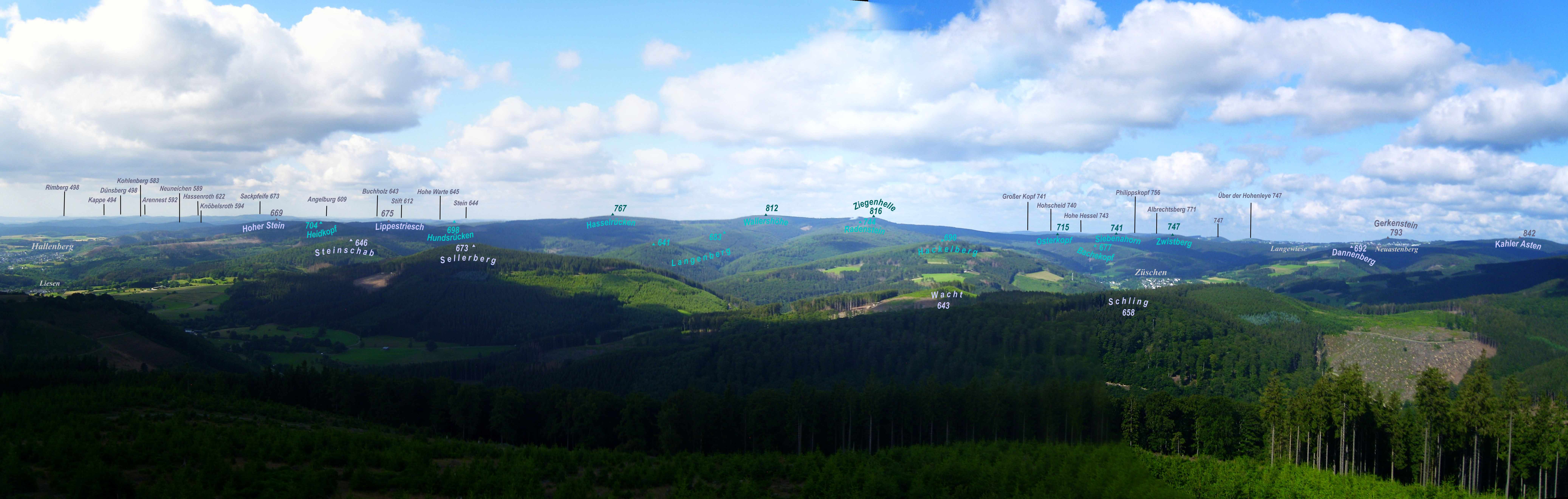
Die mittlere Hälfte (Rimberg, Sackpfeife, Ziegenhelle, Asten) in beschriftet (Juli 2020; unbeschriftet)
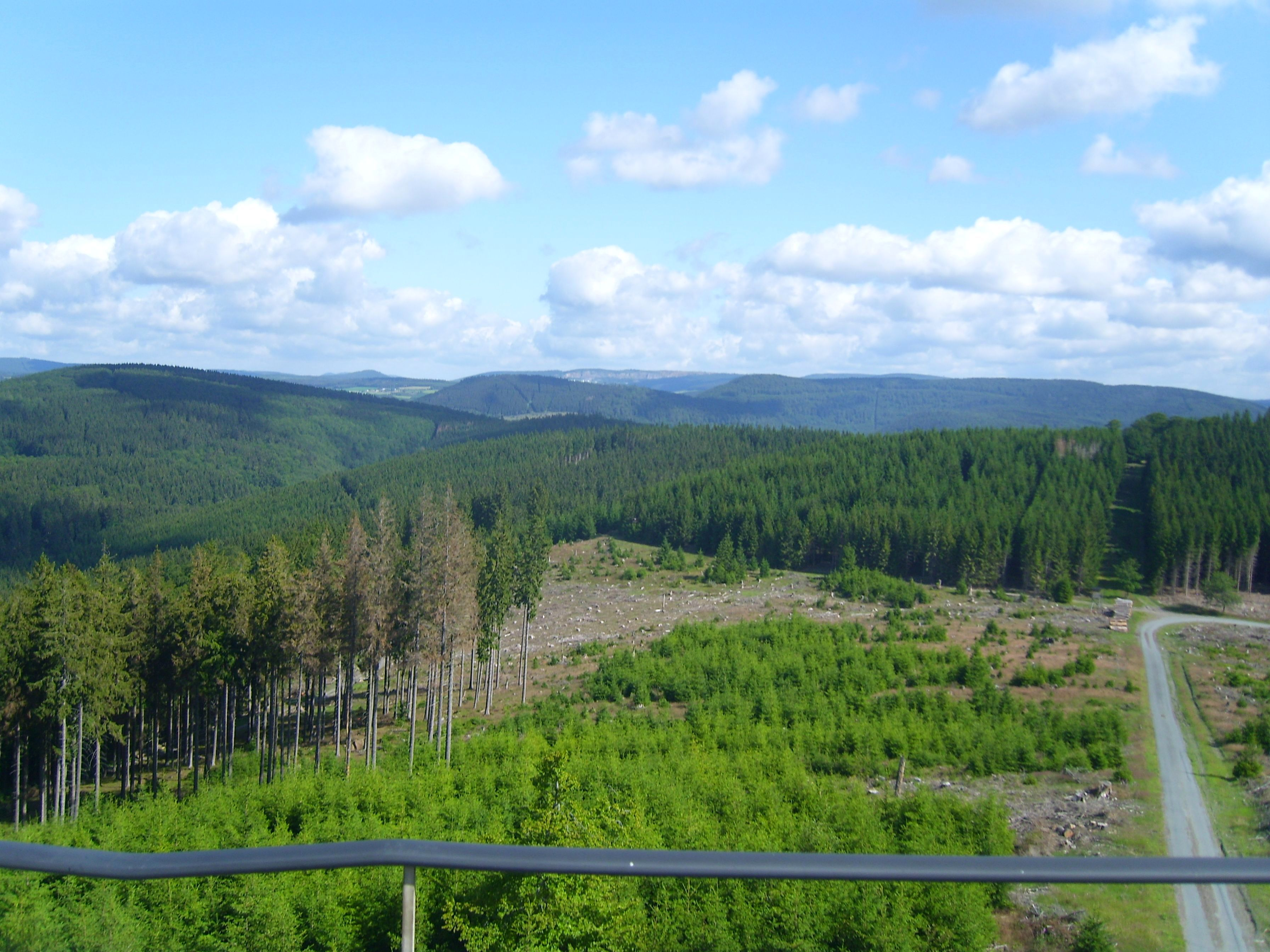
Hohe Seite bis Reetsberg

### Fernmeldeturm
Wenige Meter unterhalb und östlich des Aussichtsturms steht der Fernmeldeturm Hallenberg in Stahlbetonbauweise, von dem digitale Hörfunkprogramme sowie die UKW-Programme 1 Live, Radio Sauerland, WDR 4 und WDR 5 ausgestrahlt werden.
Digitales Radio (DAB / DAB+):
Die Abstrahlung der WDR-Programme im DAB+-Standard erfolgt seit 17. März 2021 in vertikaler Polarisation im Gleichwellenbetrieb (Single Frequency Network) mit anderen Sendern.
| Block                        | Programme (Datendienste) | ERP (kW) | Antennen- diagramm rund (ND)/ gerichtet (D) | Gleichwellennetz (SFN) |
| ---------------------------- | --- | -------- | ------------------------------------------- | --- |
| 11D Radio für NRW (D__00236) | - 1 Live (88 kbps) - 1 Live diggi (88 kbps) - WDR 2 Rhein-Ruhr (RR) (88 kbps) - WDR 2 Ostwestfalen-Lippe (OW) (88 kbps) - WDR 2 Südwestfalen (SW) (88 kbps) - WDR 3 (120 kbps) - WDR 4 Rhein-Ruhr (RR) (88 kbps) - WDR 4 Ostwestfalen-Lippe (OW) (88 kbps) - WDR 4 Südwestfalen (SW) (88 kbps) - WDR 5 (88 kbps) - WDRcosmo (80 kbps) - WDR Maus (80 kbps) - WDR Event (56 kbps) - WDR EPG (8 kbps) - ARD TPEG (16 kbps) | 1        | ND                                          | - Region Aachen: Aachen (Stolberg-Donnerberg), Eifel (Dahlem-Bärbelkreuz) - Bergisches Land: Engelskirchen (Hohe Warte), Gummersbach (Kerberg), Remscheid (Hohenhagen), Wuppertal (Auf der Königshöhe) - Rheinland: Bonn (Venusberg), Köln (Kölnturm) - Rhein-Ruhr: Düsseldorf (Rheinturm), Gelsenkirchen-Scholven, Kleve (Bresserberg), Langenberg (Hordtberg), Viersen (Süchtelner Höhen) - Ruhrgebiet: Dortmund (Florianturm) - Münsterland: Ibbenbüren (Blomenkamp), Münster (Nottuln-Baumberge), Oelde (Mackenberg), Schöppingen - Ostwestfalen-Lippe: Bad Oeynhausen (P.Westf.-Wittekindsberg), Bielefeld (Hünenburg), Herford (Eggeberg), Höxter (Holzminden), Stemwede (Arrenkamp), Teutoburger Wald (Bielstein), Warburg, Willebadessen (Eggegebirge) - Südwestfalen: Arnsberg (Schlossberg), Biedenkopf (Sackpfeife), Ederkopf (Oberste Henn), Hallenberg (Bollerberg), Hochsauerland (Hunau), Lennestadt (Kuhhelle), Meschede, Nordhelle, Olsberg, Siegen (Giersberg) |

## Verkehr und Wandern

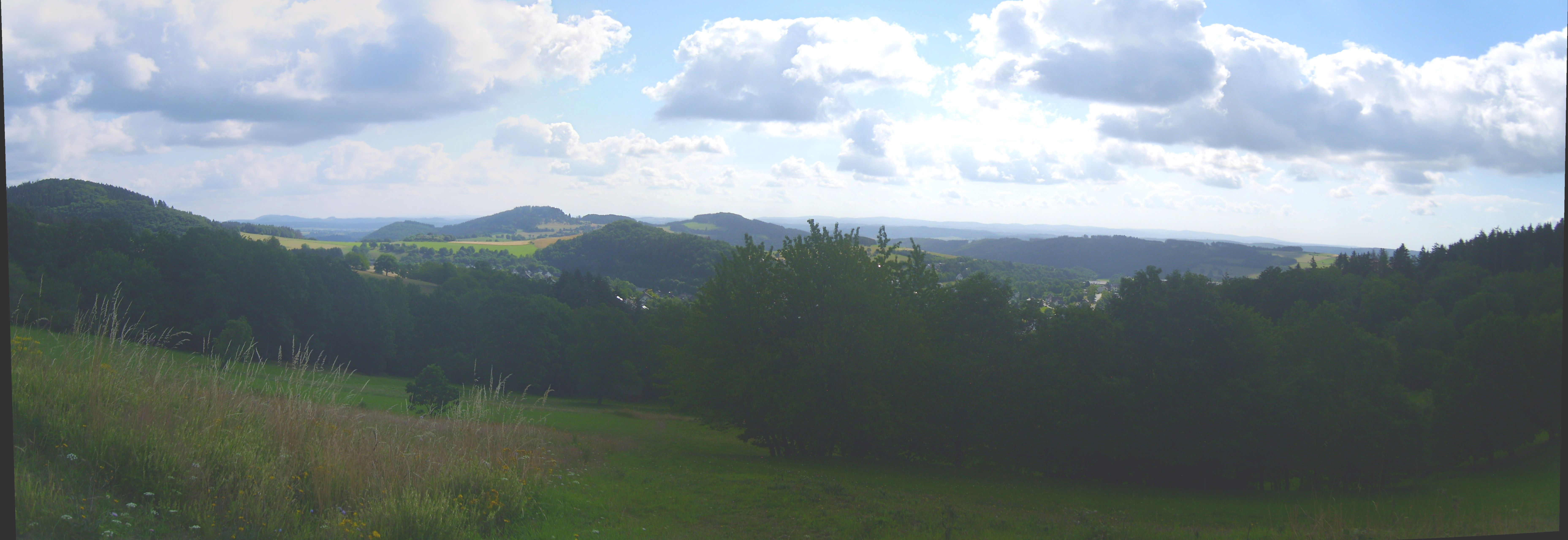
Blick von der Ostseite des Hilmesbergs

Auf den Bollerbergturm führt eine kleine asphaltierte Straße, die in Hesborn als Buchhagenweg beginnt und von der Straße Am Rain abgeht. Auf dieser Straße gibt es mehrere Aussichtspunkte zur Medebacher Bucht, welche aus geringeren Höhen besser eingesehen werden kann, davon einer an der Ostflanke des Hilmesbergs auf etwa 575 m. Etwas weiter auf dieser Straße liegt, an der Scharte zwischen Hilmes- und Bollerberg (auf 590,5 m) und nordwestlich von Hesborn, auf der Wandererparkplatz „Hohe Schlade“. Ab hier darf die Straße nur tagsüber zwischen 7 und 19 Uhr befahren werden. Hier beginnt auch der Wanderweg A2. Die auf den Gipfel führenden Wanderwege verlaufen durch Waldlandschaft steil bergauf.
In nur 300 m Entfernung zum Parkplatz liegt die Olfequelle, die von hier durch Wanderwege erreicht werden kann. Sie ist andererseits auch direkt von Hesborn aus zugänglich (Kreuzbergstraße nebst feldwegartiger Verlängerung).